# 密克羅尼西亞聯邦LGBT權益
女同性戀、男同性戀、雙性戀與跨性別者的權益在密克羅尼西亞聯邦不受到法律保障，無任何法律保障LGBT的權益。雖然同性性行為在密克羅尼西亞聯邦合法，但是無任何法律承認不同性傾向有相同的法律權益。

## 同性伴侶關係
密克羅尼西亞聯邦沒有承認同性婚姻、民事結合或其它同性伴侶關係的法律。由於沒有此類議題的討論，因此無從得知該國國會對同性伴侶關係是否持反對立場，也沒有任何法律宣稱同性婚姻為非法；然而，該國依舊在實際上不允許同性婚姻。

## 輿論反應
在密克羅尼西亞，鮮少有同性會牽著手出現在公共場合，因為會引起旁人皺眉。美國國務院的報告指出：「目前沒有任何情報指出（密克羅尼西亞聯邦）當地是否存在對同性伴侶或愛滋病感染者的歧視」。而一名來自救世軍的福音派牧師則譴責恐同症和「性傾向轉換療法」，並指出性傾向是不變的。

## 概況
| 同性性行為合法化             | Yes                  |
| 反歧視保護                   | （適用美國反仇恨法） |
| 同性婚姻                     | No                   |
| 承認同性伴侶關係             | No                   |
| 領養繼子女                   | No                   |
| 同性領養                     | No                   |
| 同性戀者得合法公開在軍隊服務 | （自2010年）         |
| 變更法律性別權利             | No                   |
| 允許男男性接觸者（MSM）捐血  | No                   |